# Breitenfurt bei Wien
Breitenfurt bei Wien là một thị xã thuộc huyện Mödling trong bang Niederösterreich.